# The Jazz Singer (1980)
The Jazz Singer is een Amerikaanse dramafilm uit 1980 met in de hoofdrol Neil Diamond. De film is een remake van de film The Jazz Singer uit 1927. De recensies voor de film waren overwegend negatief.

## Synopsis
Jess Robin gaat tegen zijn strikt religieuze vader in en wordt een succesvol zanger.

## Rolverdeling
| Acteur           | Personage                     |
| ---------------- | ----------------------------- |
| Neil Diamond     | Yussel Rabinovitch/Jess Robin |
| Laurence Olivier | Cantor Rabinovitch            |
| Lucie Arnaz      | Molly Bell                    |
| Catlin Adams     | Rivka Rabinovitch             |
| Franklyn Ajaye   | Bubba                         |
| Paul Nicholas    | Keith Lennox                  |
| Sully Boyar      | Eddie Gibbs                   |
| Mike Kellin      | Leo                           |
| James Booth      | Paul Rossini                  |

## Prijzen en Nominaties
| Wedstrijd                      | Categorie                                                                       | Ontvanger(s)                                                                                        | Resultaat   | Ref.  |
| ------------------------------ | ------------------------------------------------------------------------------- | --------------------------------------------------------------------------------------------------- | ----------- | ----- |
| ASCAP 1991                     | Most Performed Feature Film Standards                                           | Neil Diamond voor het lied America                                                                  | Gewonnen    |       |
| Golden Globe 1981              | Best Actor in a Motion Picture - Comedy or Musical                              | Neil Diamond                                                                                        | Genomineerd |       |
| Golden Globe 1981              | Best Actress in a Supporting Role - Motion Picture                              | Lucie Arnaz                                                                                         | Genomineerd |       |
| Golden Globe 1981              | Best Original Song - Motion Picture                                             | Neil Diamond en Gilbert Bécaud voor het lied Love on the Rocks                                      | Genomineerd |       |
| Grammy Awards 1982             | Best Album of Original Score Written for a Motion Picture or Television Special | Neil Diamond, Gilbert Bécaud, Alan E. Lindgren, Richard Bennett, Doug Rhone, Richard Rodney Bennett | Genomineerd |       |
| Golden Raspberry Awards 1980   | Worst Picture                                                                   | Jerry Leidern                                                                                       | Genomineerd | [ 4 ] |
| Golden Raspberry Awards 1980   | Worst Actor                                                                     | Neil Diamond                                                                                        | Gewonnen    | [ 4 ] |
| Golden Raspberry Awards 1980   | Worst Supporting Actor                                                          | Laurence Olivier                                                                                    | Gewonnen    | [ 4 ] |
| Golden Raspberry Awards 1980   | Worst Director                                                                  | Sidney J. Furie, Richard Fleischer                                                                  | Genomineerd | [ 4 ] |
| Golden Raspberry Awards 1980   | Worst Original Song                                                             | Neil Diamond voor het lied You, Baby, Baby                                                          | Genomineerd | [ 4 ] |
| Stinkers Bad Movie Awards 1980 | Worst Supporting Actor                                                          | Laurence Olivier                                                                                    | Genomineerd |       |
| Stinkers Bad Movie Awards 1980 | Most Annoying Fake Accent: Male                                                 | Laurence Olivier                                                                                    | Genomineerd |       |
| Stinkers Bad Movie Awards 1980 | Worst Remake                                                                    | | Genomineerd |       |